# Руско чудо
„Руско чудо“ е руска комедия от 1994 г. Това е втората част от трилогията на Михаил Кокшенов, другите са съответно „Руски бизнес“ и „Руска сметка“.

## Сюжет
Световноизвестният екстрасенс Юрий Кошмаровски (прототип: Анатолий Кашпировски) трябва да замине на турне в САЩ, но не може да отиде там. Администраторът успява да намери двойника на Кошмаровски. Проблемът е, че двойникът (Семьон Фарада) няма много представа какво трябва да прави на сцената.

## Създатели
- Режисьор: Михаил Кокшенов
- Продуцент: Михаил Кокшенов
- Сценаристи: Аркадий Инин, Леонид Треър
- Оператор: Александър Мас
- Художник на продукцията: Ема Малая
- Композитор: Георгий Мовсесян

## В ролите
- Семьон Фарада – Петър, известен още като Хей, екстрасенс Юрий Пантелеевич Кошмаровски
- Михаил Кокшенов – Иван
- Наталия Крачковская в ролята на леля Катя
- Рудолф Рудин – Боб Склянски (озвучен от Юрий Саранцев)
- Леонид Куравльов – Сеня (Семьон Котов – Сам Котман)
- Татяна Кравченко – Маруся
- Вадим Захарченко – Плешив
- Евгений Марченко – певец
- Валери Носик – Изя Шац
- Анатолий Обухов – Толя